# Las aventuras de Huckleberry Finn
Para la película del mismo nombre, véase Las aventuras de Huckleberry Finn (película).
Las aventuras de Huckleberry Finn (Adventures of Huckleberry Finn) es una novela del escritor estadounidense Mark Twain (considerado el Dickens estadounidense), y publicada originalmente entre 1884 y 1885. La obra es considerada una secuela de su distante y exitosa predecesora Las aventuras de Tom Sawyer de 1876, con la cual mantiene una temática narrativa bastante similar. Las aventuras de Huckleberry Finn representa una de las primeras grandes novelas estadounidenses. También fue una de las primeras novelas escritas en inglés vernáculo estadounidense, particularmente hablado por el narrador y protagonista principal de la historia, Huckleberry «Huck» Finn.
La obra se publicó por primera vez en Inglaterra en diciembre de 1884 y la primera edición estadounidense del libro, en febrero de 1885. Se caracteriza por su vívida descripción de personajes y lugares a lo largo del río Misisipi. Ambientado en una sociedad del sur estadounidense anterior a la guerra, la cual dejó de existir alrededor de 20 años antes de la publicación del libro, Las aventuras de Huckleberry Finn es a menudo una sátira mordaz de mentalidades arraigadas, en especial del racismo.

All modern American literature comes from one book by Mark Twain called Huckleberry Finn. [...] all American writing comes from that. There was nothing before. There has been nothing as good since.
Toda la literatura moderna estadounidense procede de un libro escrito por Mark Twain llamado Huckleberry Finn. [...] Todos los textos estadounidenses proceden de este libro. Nada hubo antes. Nada tan bueno ha habido después.
Las verdes colinas de África, Ernest Hemingway

La historia se desarrolla junto al río Misisipi, el cual recorren Huck y un esclavo prófugo llamado Jim, huyendo del pasado que han sufrido con el propósito de llegar a Ohio. Detalles idiosincráticos de la sociedad sureña como el racismo y la superstición de los esclavos, así como la amistad son algunos de los temas centrales de la novela. Esta obra supone para Mark Twain un punto y aparte respecto de sus obras anteriores. Aquí comienza una mirada pesimista sobre la humanidad que lejos de diluirse se acrecienta en siguientes creaciones como El forastero misterioso.
Eternamente popular entre los lectores, esta novela ha sido continuo objeto de estudio de críticos literarios desde su publicación. Ha sido bastante criticada por su extenso lenguaje soez y, lo largo del siglo XX, a pesar de ser los argumentos del protagonista y el contenido antirracistas, por considerarse que usa estereotipos raciales y por emplear el insulto racial nigger.

## Personajes
Por orden de aparición:

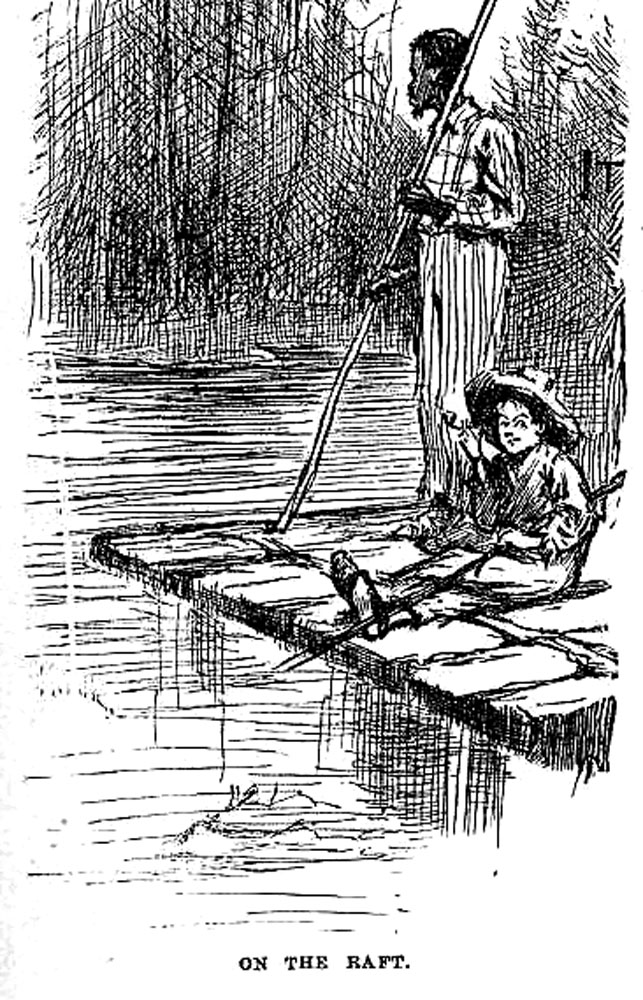
Huckleberry Finn y Jim.

- Huckleberry Finn, llamado “Huck” por sus amigos, es un chico de unos “trece o catorce años”. (Capítulo 17). Criado por su padre, el borracho del pueblo, tiene dificultades para integrarse en la sociedad.

- La viuda Douglas es una amable mujer que acoge a Huck después de que él la salvara de que asaltaran su casa. Además se esfuerza por civilizarle, lo que ella consideraba como su deber cristiano.

- La señora Watson es la hermana de la viuda, una soltera vieja y dura. Es especialmente dura con Huck y esto hace que él la guarde mucho rencor. Es posible que Mark Twain basara este personaje en algunas personas que conoció en su vida.[4]

- Jim es el esclavo de la señora Watson, un hombre grande y manso. Huck y Jim se vuelve íntimos al reunirse después de que Jim escape de la casa de la señora Watson para escapar de la esclavitud. Huck y Jim se vuelven entonces compañeros de viaje en el río Misisipi.

- Tom Sawyer es el mejor amigo de Huck, y el líder de los chicos del pueblo. Es “el mejor luchador y el niño más inteligente del pueblo”.[4]

- “Papá” Finn, el padre de Huck, es un vagabundo borracho y cruel. No quiere que su hijo reciba ningún tipo de educación, sino que mendigue o robe dinero para que él pueda gastarlo en más alcohol.

- Judith Loftus tiene un pequeño papel en la novela: ser la mujer amable e intuitiva a la que Huck acude para averiguar el estado de la búsqueda de Jim. Muchos críticos, sin embargo, la consideran el mejor personaje femenino de la novela.

- Los Grangerford son una familia aristocrática de Kentucky encabezada por el sexagenario Coronel Saul Grangeford. Acogen a Huck después de que este se separe de Jim en el Misisipi. Huck y Buck Grangerford , un muchacho de la edad de Huck y el más joven de la familia, se hacen íntimos amigos. Para cuando Huck los conoce, los Grangeford llevaban involucrados un tiempo en una antigua disputa de sangre con otra familia local: los Shepherdsons.

- El Duque y el Rey son dos estafadores sin nombre a quienes Huck y Jim recogen a bordo de su balsa justo antes del comienzo de sus aventuras en Arkansas. Se hacen pasar por el duque perdido de Bridgewater y Luis XVII de Francia (muerto hacía mucho tiempo) para asombrar a Huck y Jim. Estos se dan cuenta rápidamente de sus mentiras, pero fingen cínicamente creérselas para evitar el conflicto.

- El doctor Robinson es el único que reconoce que el rey y el duque son impostores cuando pretenden ser británicos. Él advierte a la gente del pueblo, pero le ignoran.

- Mary Jane, Joanna y Susan Wilks son las tres jóvenes sobrinas de su rico tutor, Peter Wilks, muerto recientemente. El Duque y el Rey intentan robarles la herencia haciéndose pasar por los hermanos distanciados de Peter.

- La tía Sally y el tío Silas Phelps compran a Jim (se lo venden el duque y el rey). Ella es una “esposa de granjero” cariñosa y nerviosa. Él es un hombre mayor y bajador, además de granjero y predicador. Huck se hace pasar por su sobrino Tom Sawyer tras separarse de los estafadores.

## Resumen y argumento de la obra
La historia nos cuenta los hechos ocurridos cronológicamente después de la novela Las aventuras de Tom Sawyer, suponiendo entonces que esta historia sería una especie de continuación de la misma. Huckleberry Finn, el mejor amigo de Tom Sawyer, recibe los cuidados y la protección de la viuda de Douglas, pero al mismo tiempo se dedica a sus juegos de siempre ayudando a Tom en su banda de ladrones. Sin embargo, el destino juega en contra del pobre Huck, pues es capturado por su malvado padre, que regresa al pueblo y se lo lleva a vivir en una choza río abajo.
Ahí, Huck permanece cautivo, pero logra escapar en una balsa y se encuentra con su amigo Jim, un esclavo prófugo que huye buscando su libertad. Los dos emprenden una peligrosa huida a lo largo del río Misisipi, y viven muchísimas aventuras juntos, hasta llegar al sorprendente e inesperado fin de la obra, en el que reciben la ayuda del arriesgado y valiente Tom Sawyer.

### En Misuri
La historia comienza en la ficcional San Petersburgo, en Misuri (basada en la ciudad actual de Hannibal, Misuri), a orillas del río Misisipi, "hace cuarenta o cincuenta años" (habiendo sido publicada la novela en 1884). Huckleberry "Huck" Finn (el protagonista y el narrador en primera persona) y su amigo, Thomas "Tom" Sawyer, se encuentran ante una considerable suma de dinero como resultado de sus aventuras previas (narradas en Las aventuras de Tom Sawyer). Huck explica cómo es acogido por la viuda Douglas, quien, junto a su estricta hermana la señora Watson, procura civilizarlo y enseñarle religión. Al sentir que este estilo de vida lo limita, Huck huye con la ayuda de Tom una noche para reunirse con la banda de ladrones del segundo. Justo cuando las actividades del grupo comienzan a aburrir a Huck, la reaparición de su vago y alcohólico padre lo interrumpe. Sabiendo que Pap se gastará todo el dinero en bebida, Huck consigue que su padre no se lleve su fortuna, pero no puede evitar que lo secuestre.

### En Illinois y la isla de Jackson
Su padre se lleva a Huck a la fuerza a su cabaña aislada en el bosque de la orilla de Illinois. Por la violencia del borracho Pap y por estar preso, Huck, aprovecha un día la ausencia de su padre y finge su propia muerte. Escapa río abajo y se establece en la isla de Jackson, donde se reúne con Jim, esclavo de la señora Watson. Jim también ha huido al enterarse de que su ama pretende venderlo a unos propietarios supuestamente más brutales. Jim planea dirigirse a Cairo, un estado libre, para poder comprar más tarde la libertad de su familia. Al principio, Huck se siente en conflicto, pues ayudar a un esclavo fugitivo es un crimen, pero acaba conectando emocionalmente con Jim después de hablar en profundidad y unirse a través de las supersticiones que comparten. Tras una inundación, encuentran una maderada, de la que se apropian, además de una casa flotando en el río. Jim, que entra en ella para saquearla, encuentra el cadáver desnudo de un hombre que ha sido disparado en la espalda e impide que Huck lo vea.
Para informarse de las últimas noticias de la ciudad, Huck se viste como una chica y entra en la casa de Judith Loftus, una mujer nueva en el área. Huck se entera a través de ella de su supuesto asesinato, del cual se acusa a Pap en un inicio, y del que Jim es también sospechoso por haber huido, por lo que la recompensa por su captura ha aumentado. Esto supone el inicio de su persecución. Judith comienza a sospechar que Huck es un chico y acaba descubriéndolo, pero el muchacho se inventa sobre la marcha una historia que excusa su disfraz: escapar de su abusiva familia de acogida. La mujer lo deja marchar sin saber que Huck es el presuntamente asesinado del que han hablado. Huck vuelve con Jim y le pone al corriente, además de avisarlo de que un grupo de búsqueda vendrá esa misma noche a la isla de Jackson. Los dos cargan precipitadamente la maderada y huyen.
Al cabo de un tiempo, se encuentran con un barco de vapor encallado. Cuando lo registran, se encuentran con dos ladrones hablando sobre matar a un tercero, pero huyen antes de que nadie se percate de su presencia. Después se separan por culpa de la niebla, lo que estresa bastante a Jim, y cuando vuelven a reencontrarse, Huck lo engaña haciéndole creer que ha soñado el incidente. Jim, cuando se da cuenta de la broma, se siente muy dolido porque su amigo se haya burlado de él tan cruelmente. Huck siente remordimiento y le pide perdón, aunque le incomoda el degradarse ante un hombre negro.

### En Kentucky: los Grangerford y los Shepherdson
Continuando con su viaje, un barco de vapor golpea la balsa de Huck y Jim separándoles de nuevo. A Huck le acogen los Grangerford, una familia “aristocrática”, en el lado del río que pertenece a Kentucky. Se hace amigo de Buck Grangerford, un muchacho de su edad, y descubre que los Grangerford llevan 30 años metidos en una disputa de sangre con otra familia: los Sheperdson. Ambas familias van a la misma iglesia, la cual, irónicamente, predica el amor al prójimo. La venganza llega finalmente cuando la hermana mayor de Buck se escapa para casarse con un miembro del clan de los Shepherdson. Como resultado del conflicto, todos los hombres Grangeford de esta rama de la familia son fusilados, incluido Buck, cuyo terrible asesinato es presenciado por Huck. Finalmente, Huck siente un gran alivio cuando se reúne de nuevo con Jim, quien ya había conseguido recuperar y reparar la balsa.

### En Arkansas: el duque y el rey
Cerca de la frontera de Arkansas-Misuri-Tennessee, Jim y Huck dejan subir a la maderada a dos estafadores a la fuga. El hombre más joven, de unos treinta años, se presenta como el hijo perdido de un duque inglés (el duque de Bridgewater). El más mayor, de alrededor de setenta, corona entonces tal exorbitante afirmación asegurando que él es el Delfín perdido de Francia, hijo de Luis XVI y legítimo heredero del trono francés. El "duque" y el "rey" pronto se convierten en pasajeros permanentes en la maderada de Jim y Huck, estafando a habitantes locales ingenuos. Para alejar la sospecha de Jim, fingen que es un esclavo fugitivo al que han recapturado, aunque después lo pintan de azul y lo llaman el "árabe enfermo" para que pueda moverse sin problemas por la maderada.
En una ocasión, los estafadores publicitan una participación de tres noches en una obra de teatro llamada "Real Nohaytalrey". La interpretación resulta ser solo una farsa absurda y subida de tono de cuantos minutos. En la tarde de la primera actuación, un borracho llamado Boggs muere a tiros a manos de un caballero llamado Coronel Sherburn. Se organiza un linchamiento y Sherburn, rodeado en su casa, consigue dispersarlo con un desafiante discurso sobre cómo hacer un verdadero linchamiento. En la tercera noche de "Real Nohaytalrey", los ciudadanos preparan su venganza por la estafa del duque y el rey, pero ellos dos escapan astutamente junto a Huck y Jim justo antes de que empiece la actuación.
En el siguiente pueblo, los dos estafadores se hacen pasar por los hermanos de Peter Wilks, un hombre que ha fallecido hace poco. Para ello, el rey imita el acento británico y el duque pretende ser sordomudo mientras comienzan a recolectar la herencia de Wilks. Huck decide que las sobrinas huérfanas, quienes lo tratan con amabilidad, no merecen ser engañadas de tal forma, por lo que intenta recuperar lo robado para devolvérselo. En un momento desesperado, se ve obligado a esconder el dinero en el ataúd de Wilks, que es enterrado a la mañana siguiente. La llegada de dos hombres que parecen ser los verdaderos hermanos genera gran confusión, por lo que los ciudadanos deciden desenterrar el ataúd para determinar quiénes son los reales y cuáles los impostores. En medio de la distracción, Huck huye a su balsa, deseando no volver a ver al duque y al rey nunca más. Pero, para su pesar, los dos villanos vuelven de repente. Cuando Huck consigue finalmente fugarse una segunda vez, se entera para su horror de que los estafadores han vendido a Jim a una familia que pretende devolverlo a su antiguo propietario por la recompensa. Desafiando a su conciencia y aceptando las nefastas consecuencias religiosas que espera de sus actos, Huck resuelve ir en su rescate de una vez por todas.

### En la granja de los Phelp
Huck descubre que Jim se encuentra retenido en la plantación de Silas y Sally Phelps. Estos esperan la visita de Tom, el sobrino de la familia, a la misma hora de la llegada de Huck. De este modo confunden a Huck por Tom y le invitan a entrar en su casa. Él les sigue la corriente con la esperanza de encontrar a Jim y liberarle. En un sorprendente giro de la trama se revela que el esperado sobrino es Tom Sawyer. Cuando Huck intercepta a Tom Sawyer en el camino y le cuenta toda la historia, Tom decide unirse a su plan fingiendo ser su hermanastro pequeño, Sid, mientras Huck continúa haciéndose pasar por Tom. Mientras tanto, Jim habla a la familia sobre los estafadores y su plan para el “Real Nohaytalrey”. De este modo los habitantes del pueblo capturan al “duque” y al “rey”, les bañan en brea y empluman, y expulsan de la ciudad en ferrocarril.
En lugar de simplemente sacar a Jim a hurtadillas del cobertizo donde se encuentra retenido, Tom desarrolla un elaborado plan para liberarle que implica mensajes secretos, un túnel oculto, serpientes en un cobertizo, una escalera de cuerda escondida en la comida de Jim y otros elementos de libros de aventuras de los que había leído, incluyendo una nota anónima para los Phelps advirtiéndoles de todo el plan. Durante la huida y la persecución resultante, disparan a Tom en la pierna y Jim se queda a su lado, arriesgándose a ser capturado de nuevo antes que conseguir escapar solo. Aunque un doctor local admira la decencia de Jim, le arresta mientras duerme y se lo devuelve a los Phelps. Después de esto, los acontecimientos se resuelven solos rápidamente. La tía de Tom, Polly, llega y revela a la familia Phelp las verdaderas identidades de Huck y Tom. Además, revela que Jim es un hombre libre: la señora Watson murió hacía dos meses y liberó a Jim en su testamento, pero Tom (quien ya sabía esto) decidió no contárselo a Huck para poder elaborar un ingenioso plan de rescate para Jim. Jim le cuenta a Huck que su padre (Pap Finn) murió hace tiempo (él era el hombre muerto encontrado en la casa flotante). Entonces Huck puede ahora volver a San Petersburgo sin riesgo. Huck declara que está muy contento de haber terminado de escribir su historia y, a pesar de los planes de Sally de adoptar y civilizar a Huck, su intención es huir al oeste a territorio indio y jamás volver.

## Temas principales
Las aventuras de Huckleberry Finn trata temas como la raza y la identidad. Existe una complejidad referente al personaje de Jim. Mientras que algunos académicos afirman que Jim es un personaje ético y de buen corazón, además de inteligente (en contraste con varios personajes blancos representados más negativamente), otros la han criticado tachando la novela de racista, citando el uso de la palabra “nigger” y enfatizando el tratamiento cómico y estereotípico de la falta de educación, de la superstición e ignorancia de Jim.
A lo largo de la historia Huck se encuentra en un conflicto moral con los valores recibidos de la sociedad en la que vive. Él es incapaz de rebatir conscientemente esos valores, incluso en sus pensamientos. Sin embargo, toma una decisión moral opuesta a todo aquello que se le ha enseñado basada en su propia valoración sobre la amistad de Jim y su valor como persona humana.Twain, en sus notas, propone que “un corazón sensato es mejor guía que una conciencia mal educada” y continúa describiendo la novela como “…un libro mío donde un corazón sensato y una conciencia deformada colisionan y la conciencia es derrotada”.
Para resaltar la hipocresía requerida para condonar la esclavitud dentro de un aparente sistema moral, Twain hace que el padre de Huck lo esclavize, aísle y maltrate físicamente. Cuando Huck escapa, se encuentra rápidamente con Jim del mismo modo: huyendo, solo que este último “ilegalmente”. El trato que ambos reciben es radicalmente diferente, especialmente en el encuentro con la señora Judith Loftus, quien se compadece de Huck, a quien ve como un aprendiz de fugitivo, mientras que se jacta de cómo su marido manda a los perros tras el esclavo fugitivo, Jim.
Algunos académicos tratan el propio personaje de Huck, e incluso la novela en sí misma, en el contexto de su relación con la cultura afroamericana en su conjunto. John Alberti cita a Shelley Fisher Fishkin, quien escribe en su libro Was Huck Black?: Mark Twain and African-American voices (¿Era Huck negro? Mark Twain y las voces afroamericanas): “al limitar su campo de investigación a la periferia, los académicos blancos han obviado las maneras en que las voces afroamericanas configuraron el núcleo de la imaginación creativa de Twain”. Se sugiere que el personaje de Huckleberry Finn ilustra la correlación, e incluso la interrelación, entre la cultura blanca y la negra en los Estados Unidos.